# Iskerne
En iskerne er en cylindrisk borekerne af indlandsis eller gletsjeris.
Iskerner kan bruges til datering. De hentes fra indlandsis på polerne, hvor dybden angiver tiden. Jo
længere man borer ned i isen, jo længere kommer man også tilbage i tiden da isen f.eks. 100 m nede er ældre end isen på toppen. Man daterer alderen på den pågældende borekerne ved at analysere syreindholdet af isen i den.
På Grønland svarer et år til ca. 20 cm is tæt på overfladen men presses ned til 5 cm i 1500 meters dybde. Iskerner kan bruges til at fortælle om fortidens klima og kan derigennem give bedre forståelse for nutidens og fremtidens klimaforandringer.
Den grundlæggende ide, at iskerner kan bruges til klimastudier, blev undfanget af den danske forsker Willi Dansgaard omkring 1950.

## Iskerner på Grønland
På nordpolen og særligt Grønland falder der mere sne om året end på sydpolen. Samtidig er det længere tid siden, der var isfrit på sydpolen end på nordpolen. Dette betyder at iskerner fra nordpolen er lettere at analysere pga. den højere opløsning (mere is per år) end iskerner fra sydpolen. Sydpolens is er langt ældre, og derfor kan man se længere tilbage i tiden.
Et eksempel på et borekerne-projekt på Grønland er Nord Grip som blev udboret under ledelse af glaciologigruppen på Niels Bohr Institutet ved Københavns Universitet med Dorthe Dahl-Jensen og Niels Steen Gundestrup som projektleder. Målet med projektet blev nået i juli 2003 da man nåede bunden af isen i en dybde af 3084,99 m. Isen her gemmer på historier og data der rækker 123.000 år tilbage i fortiden. Fra overgangsperioden mellem sidste mellemistid, Eem, og den efterfølgende istid er isen så sammenpresset at hver cm er ét kalenderår. Ud fra dette kan analyser fortælle om klimaet fra dengang isen faldt som sne. Det er netop muligheden for detaljerede analyser af, hvordan en istid begynder, der har vakt stor international opsigt.

Iskernerne, der er boret ud af isen i Grønland, definerer slutningen af istiden og begyndelsen af den varme nutid som 11.703 år før år 2000.

## Forskning

### Iskerner og klima
Et internationalt forskningsprojekt kaldet "North Greenland Eemian Ice Drilling" – NEEM – der ledes af det Danske Center for Is og Klima ved Niels Bohr Instituttet, har til formål at udbore en iskerne fra det nordvestlige hjørne af indlandsisen på Grønland. Iskernen skal række hele vejen igennem forrige mellemistid, også kaldet Eem-tiden som varede fra 130.000 – 117.000 år siden. Kernerne udvider forståelsen af, hvordan klimaet udviklede sig bl.a. i Eem-tiden, og dette giver bedre muligheder for at sammenligne med klimaet nu, og forudsige hvordan det evt. vil udvikle sig i fremtiden.
Den 27. juli 2010 nåede holdet klippegrunden under Grønland (Dahl-Jensen 2010).
Det er forholdet mellem den tunge 18O og den lette 16O isotop som kan fortælle noget om fortidens klima. Ved en varmeperiode vil havvandets iltisotopsammensætning blive opretholdt da den lette 16O isotop ved fordampning vil løbe tilbage i havet efter at være faldet ned som nedbør over land. Derimod vil iltisotopsammensætningen blive forandret ved kuldeperioder/istider. Den lette 16O vil nu efter fordampning falde som sne og blive bundet i isen, hvilket betyder at den ikke løber tilbage til havet. Dvs. at havvandet under en istid vil blive beriget i 18O, hvilket betyder at jo mere 16O der er i isen i forhold til 18O, jo koldere har klimaet været.
Analyser af op til 400.000 år gammelt fossilt DNA i grønlandske isborekerner viser stor biodiversitet af den forhistoriske grønlandske fauna og flora. Danske forskere har taget nye metoder i brug til undersøgelse af små mængder DNA i isborekernerne fra Grønland.